# 荒畑寒村
荒畑 寒村（あらはた かんそん、1887年〈明治20年〉8月14日 - 1981年〈昭和56年〉3月6日）は、日本の社会主義者・労働運動家・政治家。また、作家・評論家。本名は荒畑 勝三（あらはた かつぞう）。
日本共産党および日本社会党の結党に参加するが離党し、1946年（昭和21年）から衆議院議員を務めた。主義主張の一貫した生涯は、日本社会主義運動の良心の軌跡とされている。

## 生涯
1887年（明治20年）8月14日に神奈川県横浜市永楽町にあった横浜遊廓の中で生まれ、幼少期を横浜市野庭（現・横浜市港南区）で過ごした。高等小学校を卒業後に外国人商館でボーイとして勤務しながらキリスト教に改宗し、ボーイを退職後は横須賀海軍工廠で勤務していた。日本初のゴシップ紙として発行されていた「萬朝報」に堺利彦・幸徳秋水が共同で執筆した反戦詩・退社の辞に感動し、労働運動に参加することを決意した。寒村自身も堺と秋水が発行する週刊「平民新聞」の非戦論に共鳴し、社会主義に接近する。その後、寒村は堺の世話で和歌山県にあった牟婁新報の記者を経て、1904年（明治37年）に平民新聞の編集に参画するようになると、同僚だった6歳年上の管野スガと内縁を結び、1907年（明治40年）に結婚した。この頃に社会主義伝道行商にも参加して田中正造と出会い、足尾鉱毒事件を素材に処女作「谷中村滅亡史」を著述している。
1908年（明治41年）に東京・神田にあった映画館「錦輝館」で発生した赤旗事件で検挙され、裁判で有罪となり重禁錮1年の刑を受けた。しかし、寒村の入獄中に妻・スガが秋水と不倫関係になり、秋水は妻・師岡千代子と離婚、スガも寒村に対して一方的に離縁状を送り付けて獄中の寒村と離婚した。寒村は激怒し、2年後に出獄するとピストルを入手してスガを射殺することを決意するが実行できず、代わりに桂太郎の暗殺を企てたと言われるが、こちらも実行には至らなかった。不倫が発覚して以降は秋水とも連絡を絶って疎遠になるが、秋水とスガは1911年（明治44年）1月に幸徳事件（大逆事件）によって検挙・処刑されたため、結果的に寒村は処刑を免れた。秋水とスガは仲間内からも白眼視されており、寒村の他にも疎遠となったことで連座を免れた者も多い。
寒村は出獄後、堺が設立した売文社に参加して山川均・高畠素之らと地道に体制の立直しをはかり、1912年（明治45年・大正元年）には大杉栄と共に「近代思想」を創刊し、さらに月刊「平民新聞」を発行した。しかしサンディカリズムを唱えた大杉とマルクス主義に立脚する寒村との対立が次第に表面化し、大杉と決別後は労働組合運動を継続させながら活動拠点を関西へ移す。1920年（大正9年）には日本社会主義同盟、1922年（大正11年）には日本共産党（第一次共産党）の創立にそれぞれ参加するが、1923年（大正12年）の第一次共産党事件で堺と共に検挙され、1924年（大正13年）には寒村による唯一の反対論を押し切って共産党解散決議が行われる。寒村は残務整理のために設置されたビューローに参加して党の再建を目指そうとするが、ビューローの中で福本和夫の理論（福本イズム）の影響力が増大になると活動から距離を置くようになった。福本イズムへの疑問を露わにする寒村は、福本の圧倒的影響下にあった若手活動家から激しく批判・誹謗された。
共産党はそのまま福本イズムによって再建されるが、寒村は第一次共産党の解散に賛同した佐野学・徳田球一らが再建の中心人物になっていることを知って激怒し、寒村の愛弟子ともいえる鍋山貞親の説得を拒否して再建活動には参加しなかった。そして山川、猪俣津南雄らと1927年（昭和2年）に「労農」を創刊し、労農派の中心メンバーとして非共産党マルクス主義の理論づけを行い、日中戦争が始まると反ファシスト運動を主導した日本無産党にも参加した。しかし、1937年（昭和12年）に人民戦線事件によって山川、加藤勘十ら400名以上と共に検挙され、寒村は終戦まで投獄された。戦後は全金同盟の委員長に就任すると共に日本社会党の結成に参加し、1946年（昭和21年）以降は衆議院議員を2期（中選挙区の東京4区選出）務めるが、3年後に日本社会党を離党した。1949年（昭和24年）1月の第24回衆議院議員総選挙では社会主義政党結成促進協議会（いわゆる山川新党）を母体に無所属で立候補したが、落選した。その後、関東金属労働組合委員長も務めた。
以後は評論活動に専念し、1950年（昭和25年）12月ソ連の評価をめぐって小堀甚二と山川、向坂逸郎らの間で対立が起きると、寒村は小堀の主張に賛同しなかったが、小堀が山川新党の実務を担っていたこともあって寒村も小堀に同情し、1951年（昭和26年）結成の社会主義協会には参加しなかった。1960年代後半にはソ連派傾向を鮮明にした向坂・社会主義協会を強く批判した。寒村は一時期、新左翼に共鳴して学生を支援したが内ゲバに失望して手を引き、以降は孤高の文筆活動を続けた。第10回参議院議員通常選挙に三里塚芝山連合空港反対同盟の戸村一作が立候補すると、小田実らの「三里塚闘争と戸村一作氏に連帯する会」に参加した。
晩年には「死なばわがむくろを包め戦いの塵に染みたる赤旗をもて」という歌を作っている。
1981年（昭和56年）3月6日、東京都世田谷区の玉川病院において肺気腫のため93歳で死去した。

## 主な著作
- 『荒畑寒村著作集』（全10巻） 平凡社、1976-77年
  - 1-4巻「社会運動」明治・大正・昭和前期・昭和後期
  - 5巻「社会運動をめぐる人々」、6巻「ロシア革命」
  - 7巻「文学」、8巻「随筆」、9・10巻「寒村自伝」
- 『久濶多罪　荒畑寒村の手紙』 平凡社、1983年
- 『平民社時代　日本社会主義運動の揺籃』 中央公論社、1973年、のち中公文庫
- 『続 平民社時代』 中央公論社、1979年
- 『寒村茶話』 朝日新聞社、のち朝日選書（オンデマンド版）
- 『荒畑寒村　ひとすじの道』、新版〈人間の記録28〉日本図書センター、1997年。初版・慶友社、1954年
- 『寒村自伝』（上・下）、筑摩書房〈筑摩叢書〉、のち岩波文庫 - 以下も新版
- 『平地に波乱を起こせ　公害から、いまを撃つ』 社会評論社、1981年
- 『反体制を生きて』 新泉社、1981年
- 『ロシア革命運動の曙』 岩波新書
- 『ロシア革命前史』 筑摩書房〈筑摩叢書〉
- 『谷中村滅亡史』 新泉社→岩波文庫 - 若き日（1907年）の足尾銅山ルポルタージュ
- 『うめ草すて石　思い出の人びと』 向坂逸郎共著、新版・至誠堂選書、1982年

### 主な訳書
- ルイズ・フィッシャー『石油帝国主義』改造社、1927年。新泉社、1974年
- L・H・モルガン『古代社会』改造文庫、1933年。角川文庫（上下）、改版1966年
- アレキサンダー・ワイスベルク『被告　ソヴィエト大粛清の内幕』早川書房、1953年。新泉社、1972年
- ベルトラム・D.ウルフ『三人の革命者』実業之日本社、1956年
- ボリス・ニコライェフスキー『革命のユダ　アゼーフ』現代思潮社、1970年
  - 『大スパイ　革命のユダ』現代思想社、1978年、現代思潮新社、2008年（オンデマンド版）

## 伝記ほか
- 寒村会 編『荒畑寒村 人と時代』マルジュ社（販売：社会評論社）、1982年3月
- 堀切利高『夢を食う－素描荒畑寒村』不二出版、1993年4月
- 川村邦光『荒畑寒村　叛逆の文字とこしえに』ミネルヴァ書房〈ミネルヴァ日本評伝選〉、2022年